# EHF-Pokal der Frauen 2019/20
Am EHF-Pokal 2019/20 nahmen Handball-Vereinsmannschaften teil, die sich in der vorangegangenen Saison in ihren Heimatländern sowohl über die Platzierung in der heimischen Liga als auch über den nationalen Pokalwettbewerb für den Wettbewerb qualifiziert hatten. Titelverteidiger war die ungarische Mannschaft Siófok KC. Aufgrund der COVID-19-Pandemie wurde der Wettbewerb im April 2020 abgebrochen.

## Modus
Zu Beginn gab es drei Qualifikationsrunden jeweils mit Hin- und Rückspielen. Darauf folgte eine Gruppenphase mit 16 Mannschaften, wovon 12 Teams aus den Qualifikationsrunden stammten und vier, die den letzten Platz in der ersten Gruppenphase der Champions League belegten. Diese spielten in vier Gruppen mit je vier Mannschaften jeder gegen jeden je zweimal gegeneinander. Die ersten beiden Mannschaften jeder Gruppe qualifizierten sich für das Viertelfinale, ab dem in K.o.-Runden mit Hin- und Rückspielen bis zum Endspiel ausgetragen werden sollte.

## Runde 1
Es nahmen 32 Mannschaften an der 1. Runde teil.
Die Auslosung der 1. Runde fand am 16. Juli 2019 in Wien statt.
Die Hin- und Rückspiele fanden an den Wochenenden 7.–8. sowie 14.–15. September 2019 statt.

### Qualifizierte Teams
| - Hypo Niederösterreich - WAT Atzgersdorf - Azeryol Baku - HK Homel - A.C. Latsia Nicosia - DHC Slavia Prag - Bayer 04 Leverkusen - BM Bera Bera - HIFK - ESBF Besançon - A.C. PAOK - Valur Reykjavík - Maccabi Arazim Ramat gan - Jomi Salerno - KHF.Istogu - Handball Käerjeng | - ŽRK Metalurg - ŽRK Kumanovo - HV Quintus - Byåsen IL - Zagłębie Lubin - Colégio de Gaia - SCM Craiova - GK Astrachanotschka - IUVENTA Michalovce - LC Brühl Handball - LK Zug - Spono Eagles - H 65 Höör - Skuru IK - Muratpaşa Belediyesi SK - Halytschanka |

### Ausgeloste Spiele und Ergebnisse
| Mannschaft 1                                    | Mannschaft 2                       | Hinspiel             | Rückspiel            | Gesamt  |
| ----------------------------------------------- | ---------------------------------- | -------------------- | -------------------- | ------- |
| HK Homel Kozina 17                              | KHF.Istogu Muratović 20            | 13.09.2019 19:00 Uhr | 14.09.2019 17:00 Uhr | 83 : 35 |
| HK Homel Kozina 17                              | KHF.Istogu Muratović 20            | 45 : 13 (22 : 07)    | 38 : 22 (22 : 08)    | 83 : 35 |
| HK Homel Kozina 17                              | KHF.Istogu Muratović 20            | 800 Zuschauer        | 700 Zuschauer        | 83 : 35 |
| Colégio de Gaia Duarte 7                        | ESBF Besançon Dupuis 19            | 07.09.2019 18:00 Uhr | 14.09.2019 20:00 Uhr | 32 : 79 |
| Colégio de Gaia Duarte 7                        | ESBF Besançon Dupuis 19            | 12 : 37 (06 : 17)    | 20 : 42 (09 : 20)    | 32 : 79 |
| Colégio de Gaia Duarte 7                        | ESBF Besançon Dupuis 19            | 220 Zuschauer        | 500 Zuschauer        | 32 : 79 |
| HV Quintus van Meteren, van Aalst je 7          | HIFK Väyrynen 8                    | 07.09.2019 19:00 Uhr | 08.09.2019 16:00 Uhr | 45 : 38 |
| HV Quintus van Meteren, van Aalst je 7          | HIFK Väyrynen 8                    | 28 : 19 (15 : 06)    | 17 : 19 (09 : 11)    | 45 : 38 |
| HV Quintus van Meteren, van Aalst je 7          | HIFK Väyrynen 8                    | 300 Zuschauer        | 100 Zuschauer        | 45 : 38 |
| BM Bera Bera Gil de la Vega 11                  | LK Zug Scherer, Hasler-Petrig je 9 | 14.09.2019 16:30 Uhr | 15.09.2019 12:00 Uhr | 75 : 47 |
| BM Bera Bera Gil de la Vega 11                  | LK Zug Scherer, Hasler-Petrig je 9 | 30 : 16 (14 : 09)    | 45 : 31 (25 : 11)    | 75 : 47 |
| BM Bera Bera Gil de la Vega 11                  | LK Zug Scherer, Hasler-Petrig je 9 | 366 Zuschauer        | 250 Zuschauer        | 75 : 47 |
| ŽRK Kumanovo Jankulovska 17                     | DHC Slavia Prag Pokorná 13         | 14.09.2019 18:30 Uhr | 15.09.2019 18:30 Uhr | 51 : 54 |
| ŽRK Kumanovo Jankulovska 17                     | DHC Slavia Prag Pokorná 13         | 27 : 23 (15 : 11)    | 24 : 31 (13 : 14)    | 51 : 54 |
| ŽRK Kumanovo Jankulovska 17                     | DHC Slavia Prag Pokorná 13         | 900 Zuschauer        | 900 Zuschauer        | 51 : 54 |
| H 65 Höör Gullberg 14                           | LC Brühl Handball Kündig 14        | 07.09.2019 16:00 Uhr | 08.09.2019 14:00 Uhr | 75 : 43 |
| H 65 Höör Gullberg 14                           | LC Brühl Handball Kündig 14        | 32 : 24 (16 : 10)    | 43 : 19 (22 : 13)    | 75 : 43 |
| H 65 Höör Gullberg 14                           | LC Brühl Handball Kündig 14        | 225 Zuschauer        | 250 Zuschauer        | 75 : 43 |
| Bayer 04 Leverkusen Einarsdóttir 14             | A.C. Latsia Nicosia Kantor 3       | 07.09.2019 19:00 Uhr | 08.09.2019 16:00 Uhr | 76 : 10 |
| Bayer 04 Leverkusen Einarsdóttir 14             | A.C. Latsia Nicosia Kantor 3       | 40 : 05 (20 : 04)    | 36 : 05 (18 : 04)    | 76 : 10 |
| Bayer 04 Leverkusen Einarsdóttir 14             | A.C. Latsia Nicosia Kantor 3       | 500 Zuschauer        | 450 Zuschauer        | 76 : 10 |
| GK Astrachanotschka Lewscha 12                  | Maccabi Arazim Ramat gan Vakrat 14 | 14.09.2019 14:00 Uhr | 15.09.2019 14:00 Uhr | 61 : 34 |
| GK Astrachanotschka Lewscha 12                  | Maccabi Arazim Ramat gan Vakrat 14 | 31 : 18 (14 : 08)    | 30 : 16 (14 : 09)    | 61 : 34 |
| GK Astrachanotschka Lewscha 12                  | Maccabi Arazim Ramat gan Vakrat 14 | 1.500 Zuschauer      | 1.000 Zuschauer      | 61 : 34 |
| Halytschanka Poljak, Furmanez je 11             | Azeryol Baku Seroschtanowa 9       | 07.09.2019 19:00 Uhr | 08.09.2019 18:00 Uhr | 49 : 42 |
| Halytschanka Poljak, Furmanez je 11             | Azeryol Baku Seroschtanowa 9       | 26 : 24 (15 : 12)    | 23 : 18 (15 : 10)    | 49 : 42 |
| Halytschanka Poljak, Furmanez je 11             | Azeryol Baku Seroschtanowa 9       | 500 Zuschauer        | 600 Zuschauer        | 49 : 42 |
| SCM Craiova Vizitiu 12                          | Jomi Salerno Manojlovic 9          | 07.09.2019 18:00 Uhr | 08.09.2019 18:00 Uhr | 59 : 38 |
| SCM Craiova Vizitiu 12                          | Jomi Salerno Manojlovic 9          | 30 : 21 (15 : 09)    | 29 : 17 (15 : 09)    | 59 : 38 |
| SCM Craiova Vizitiu 12                          | Jomi Salerno Manojlovic 9          | ? Zuschauer          | 1.560 Zuschauer      | 59 : 38 |
| IUVENTA Michalovce Holejová, Wollingerová je 11 | Spono Eagles Wyder 11              | 14.09.2019 17:30 Uhr | 15.09.2019 17:30 Uhr | 63 : 50 |
| IUVENTA Michalovce Holejová, Wollingerová je 11 | Spono Eagles Wyder 11              | 31 : 25 (14 : 12)    | 32 : 25 (15 : 12)    | 63 : 50 |
| IUVENTA Michalovce Holejová, Wollingerová je 11 | Spono Eagles Wyder 11              | 350 Zuschauer        | 300 Zuschauer        | 63 : 50 |
| Handball Käerjeng Marin 9                       | Byåsen IL Jacobsen 15              | 13.09.2019 18:00 Uhr | 14.09.2019 16:00 Uhr | 25 : 86 |
| Handball Käerjeng Marin 9                       | Byåsen IL Jacobsen 15              | 13 : 40 (06 : 18)    | 12 : 46 (06 : 22)    | 25 : 86 |
| Handball Käerjeng Marin 9                       | Byåsen IL Jacobsen 15              | 200 Zuschauer        | 200 Zuschauer        | 25 : 86 |
| Skuru IK Matthijs-Holmberg 12                   | Valur Reykjavík Magnúsdóttir 11    | 06.09.2019 19:30 Uhr | 08.09.2019 19:30 Uhr | 53 : 47 |
| Skuru IK Matthijs-Holmberg 12                   | Valur Reykjavík Magnúsdóttir 11    | 22 : 23 (09 : 09)    | 31 : 24 (16 : 11)    | 53 : 47 |
| Skuru IK Matthijs-Holmberg 12                   | Valur Reykjavík Magnúsdóttir 11    | 200 Zuschauer        | 258 Zuschauer        | 53 : 47 |
| A.C. PAOK Chatziparasidou 22                    | Muratpaşa Belediyesi SK Kılıç 14   | 13.09.2019 18:00 Uhr | 15.09.2019 15:00 Uhr | 56 : 49 |
| A.C. PAOK Chatziparasidou 22                    | Muratpaşa Belediyesi SK Kılıç 14   | 32 : 25 (19 : 10)    | 24 : 24 (13 : 11)    | 56 : 49 |
| A.C. PAOK Chatziparasidou 22                    | Muratpaşa Belediyesi SK Kılıç 14   | 550 Zuschauer        | 550 Zuschauer        | 56 : 49 |
| ŽRK Metalurg Kalajdžioska 10                    | Zagłębie Lubin Zawistowska 12      | 07.09.2019 18:00 Uhr | 08.09.2019 17:00 Uhr | 28 : 87 |
| ŽRK Metalurg Kalajdžioska 10                    | Zagłębie Lubin Zawistowska 12      | 14 : 44 (08 : 20)    | 14 : 43 (06 : 24)    | 28 : 87 |
| ŽRK Metalurg Kalajdžioska 10                    | Zagłębie Lubin Zawistowska 12      | 1.112 Zuschauer      | 700 Zuschauer        | 28 : 87 |
| Hypo Niederösterreich Élő 12                    | WAT Atzgersdorf Failmayer 9        | 07.09.2019 15:05 Uhr | 14.09.2019 18:00 Uhr | 41 : 31 |
| Hypo Niederösterreich Élő 12                    | WAT Atzgersdorf Failmayer 9        | 22 : 17 (10 : 08)    | 19 : 14 (10 : 05)    | 41 : 31 |
| Hypo Niederösterreich Élő 12                    | WAT Atzgersdorf Failmayer 9        | 520 Zuschauer        | 416 Zuschauer        | 41 : 31 |

## Runde 2
Es nahmen 34 Mannschaften an der 2. Runde teil.
Die Auslosung der 2. Runde fand am 16. Juli 2019 in Wien statt.
Die Hin- und Rückspiele fanden an den Wochenenden 12.–13. sowie 19.–20. Oktober 2019 statt.

### Qualifizierte Teams
| - Hypo Niederösterreich - HK Homel - DHC Slavia Prag - Herning-Ikast Håndbold - København Håndbold - Odense Håndbold - Buxtehuder SV - Thüringer HC - Bayer 04 Leverkusen - TuS Metzingen - BM Bera Bera - ESBF Besançon - Nantes Atlantique Handball - OGC Nizza Côte d’Azur Handball - A.C. PAOK - Debreceni Vasutas SC - Váci NKSE | - HV Quintus - Byåsen IL - Fredrikstad Ballklubb - Storhamar Håndball - Tertnes IL - Zagłębie Lubin - Corona Brașov - CS Măgura Cisnădie - SCM Craiova - GK Astrachanotschka - GK Kuban Krasnodar - Swesda Swenigorod - ŽORK Jagodina - IUVENTA Michalovce - H 65 Höör - Skuru IK - Halytschanka |

### Ausgeloste Spiele und Ergebnisse
| Mannschaft 1                               | Mannschaft 2                              | Hinspiel             | Rückspiel            | Gesamt  |
| ------------------------------------------ | ----------------------------------------- | -------------------- | -------------------- | ------- |
| A.C. PAOK Chatziparasidou 14               | ŽORK Jagodina Tatar 14                    | 13.10.2019 18:00 Uhr | 19.10.2019 19:00 Uhr | 44 : 49 |
| A.C. PAOK Chatziparasidou 14               | ŽORK Jagodina Tatar 14                    | 25 : 23 (12 : 12)    | 19 : 26 (11 : 13)    | 44 : 49 |
| A.C. PAOK Chatziparasidou 14               | ŽORK Jagodina Tatar 14                    | 350 Zuschauer        | 1.500 Zuschauer      | 44 : 49 |
| HV Quintus Kruijswijk 6                    | Nantes Atlantique Handball Ahanda 9       | 19.10.2019 20:30 Uhr | 20.10.2019 18:00 Uhr | 39 : 66 |
| HV Quintus Kruijswijk 6                    | Nantes Atlantique Handball Ahanda 9       | 21 : 30 (07 : 15)    | 18 : 36 (13 : 24)    | 39 : 66 |
| HV Quintus Kruijswijk 6                    | Nantes Atlantique Handball Ahanda 9       | 502 Zuschauer        | 942 Zuschauer        | 39 : 66 |
| DHC Slavia Prag Pokorná 18                 | Odense Håndbold Heindahl 11               | 11.10.2019 18:30 Uhr | 12.10.2019 17:00 Uhr | 39 : 72 |
| DHC Slavia Prag Pokorná 18                 | Odense Håndbold Heindahl 11               | 25 : 34 (15 : 14)    | 14 : 38 (06 : 21)    | 39 : 72 |
| DHC Slavia Prag Pokorná 18                 | Odense Håndbold Heindahl 11               | ? Zuschauer          | 536 Zuschauer        | 39 : 72 |
| H 65 Höör Thorleifsdóttir 15               | GK Kuban Krasnodar Golub 10               | 12.10.2019 16:00 Uhr | 19.10.2019 16:00 Uhr | 55 : 59 |
| H 65 Höör Thorleifsdóttir 15               | GK Kuban Krasnodar Golub 10               | 28 : 26 (16 : 14)    | 27 : 33 (11 : 16)    | 55 : 59 |
| H 65 Höör Thorleifsdóttir 15               | GK Kuban Krasnodar Golub 10               | 580 Zuschauer        | 900 Zuschauer        | 55 : 59 |
| Corona Brașov Tîrcă 19                     | BM Bera Bera Cardoso de Castro 17         | 12.10.2019 18:00 Uhr | 19.10.2019 17:00 Uhr | 67 : 63 |
| Corona Brașov Tîrcă 19                     | BM Bera Bera Cardoso de Castro 17         | 35 : 30 (16 : 15)    | 32 : 33 (18 : 14)    | 67 : 63 |
| Corona Brașov Tîrcă 19                     | BM Bera Bera Cardoso de Castro 17         | 1.800 Zuschauer      | 1.000 Zuschauer      | 67 : 63 |
| IUVENTA Michalovce Wollingerová 15         | OGC Nizza Côte d’Azur Handball Blonbou 12 | 12.10.2019 17:30 Uhr | 20.10.2019 17:00 Uhr | 44 : 48 |
| IUVENTA Michalovce Wollingerová 15         | OGC Nizza Côte d’Azur Handball Blonbou 12 | 21 : 23 (11 : 10)    | 23 : 25 (09 : 12)    | 44 : 48 |
| IUVENTA Michalovce Wollingerová 15         | OGC Nizza Côte d’Azur Handball Blonbou 12 | 700 Zuschauer        | 850 Zuschauer        | 44 : 48 |
| ESBF Besançon Dupuis 14                    | Fredrikstad Ballklubb T. Deila 17         | 13.10.2019 17:00 Uhr | 20.10.2019 17:00 Uhr | 60 : 56 |
| ESBF Besançon Dupuis 14                    | Fredrikstad Ballklubb T. Deila 17         | 29 : 27 (16 : 10)    | 31 : 29 (14 : 12)    | 60 : 56 |
| ESBF Besançon Dupuis 14                    | Fredrikstad Ballklubb T. Deila 17         | 2.500 Zuschauer      | 679 Zuschauer        | 60 : 56 |
| Herning-Ikast Håndbold Kristiansen 15      | HK Homel Kozina 11                        | 18.10.2019 19:00 Uhr | 19.10.2019 19:00 Uhr | 54 : 46 |
| Herning-Ikast Håndbold Kristiansen 15      | HK Homel Kozina 11                        | 33 : 21 (15 : 11)    | 21 : 25 (13 : 14)    | 54 : 46 |
| Herning-Ikast Håndbold Kristiansen 15      | HK Homel Kozina 11                        | 1.000 Zuschauer      | 800 Zuschauer        | 54 : 46 |
| Zagłębie Lubin Górna 7                     | Storhamar Håndball Enkerud 15             | 13.10.2019 18:30 Uhr | 20.10.2019 18:00 Uhr | 42 : 65 |
| Zagłębie Lubin Górna 7                     | Storhamar Håndball Enkerud 15             | 22 : 38 (11 : 22)    | 20 : 27 (11 : 12)    | 42 : 65 |
| Zagłębie Lubin Górna 7                     | Storhamar Håndball Enkerud 15             | 1.540 Zuschauer      | 863 Zuschauer        | 42 : 65 |
| Buxtehuder SV Golla 10                     | GK Astrachanotschka Malaschenko 11        | 13.10.2019 15:00 Uhr | 19.10.2019 18:00 Uhr | 40 : 53 |
| Buxtehuder SV Golla 10                     | GK Astrachanotschka Malaschenko 11        | 25 : 30 (13 : 11)    | 15 : 23 (03 : 09)    | 40 : 53 |
| Buxtehuder SV Golla 10                     | GK Astrachanotschka Malaschenko 11        | 956 Zuschauer        | 3.112 Zuschauer      | 40 : 53 |
| Swesda Swenigorod Klimanzewa 12            | Skuru IK Olsson 10                        | 13.10.2019 17:00 Uhr | 20.10.2019 16:00 Uhr | 53 : 44 |
| Swesda Swenigorod Klimanzewa 12            | Skuru IK Olsson 10                        | 29 : 22 (13 : 13)    | 24 : 22 (11 : 14)    | 53 : 44 |
| Swesda Swenigorod Klimanzewa 12            | Skuru IK Olsson 10                        | 350 Zuschauer        | 325 Zuschauer        | 53 : 44 |
| Váci NKSE Kácsor 18                        | Hypo Niederösterreich Élő 10              | 12.10.2019 15:00 Uhr | 19.10.2019 18:00 Uhr | 56 : 45 |
| Váci NKSE Kácsor 18                        | Hypo Niederösterreich Élő 10              | 26 : 22 (15 : 11)    | 30 : 23 (16 : 12)    | 56 : 45 |
| Váci NKSE Kácsor 18                        | Hypo Niederösterreich Élő 10              | 400 Zuschauer        | 500 Zuschauer        | 56 : 45 |
| Thüringer HC Korešová 15                   | Byåsen IL Alstad 13                       | 13.10.2019 14:00 Uhr | 20.10.2019 18:00 Uhr | 58 : 49 |
| Thüringer HC Korešová 15                   | Byåsen IL Alstad 13                       | 29 : 25 (14 : 11)    | 29 : 24 (17 : 14)    | 58 : 49 |
| Thüringer HC Korešová 15                   | Byåsen IL Alstad 13                       | 1.050 Zuschauer      | 575 Zuschauer        | 58 : 49 |
| Debreceni Vasutas SC Bulath 12             | Bayer 04 Leverkusen Huber 11              | 12.10.2019 19:00 Uhr | 20.10.2019 16:00 Uhr | 69 : 58 |
| Debreceni Vasutas SC Bulath 12             | Bayer 04 Leverkusen Huber 11              | 35 : 27 (16 : 15)    | 34 : 31 (15 : 16)    | 69 : 58 |
| Debreceni Vasutas SC Bulath 12             | Bayer 04 Leverkusen Huber 11              | 1.800 Zuschauer      | 750 Zuschauer        | 69 : 58 |
| CS Măgura Cisnădie Ani-Senocico 12         | Halytschanka Poljak 11                    | 12.10.2019 18:00 Uhr | 19.10.2019 18:00 Uhr | 45 : 42 |
| CS Măgura Cisnădie Ani-Senocico 12         | Halytschanka Poljak 11                    | 31 : 23 (19 : 10)    | 14 : 19 (08 : 08)    | 45 : 42 |
| CS Măgura Cisnădie Ani-Senocico 12         | Halytschanka Poljak 11                    | 800 Zuschauer        | 600 Zuschauer        | 45 : 42 |
| Tertnes IL Hilby 11                        | SCM Craiova Țicu 10                       | 19.10.2019 18:00 Uhr | 20.10.2019 18:00 Uhr | 57 : 46 |
| Tertnes IL Hilby 11                        | SCM Craiova Țicu 10                       | 24 : 26 (12 : 13)    | 33 : 20 (22 : 09)    | 57 : 46 |
| Tertnes IL Hilby 11                        | SCM Craiova Țicu 10                       | 1.500 Zuschauer      | 1.500 Zuschauer      | 57 : 46 |
| TuS Metzingen Petersen, Niederwieser je 10 | København Håndbold Rej 16                 | 12.10.2019 19:30 Uhr | 20.10.2019 14:00 Uhr | 53 : 56 |
| TuS Metzingen Petersen, Niederwieser je 10 | København Håndbold Rej 16                 | 30 : 22 (14 : 11)    | 23 : 34 (11 : 19)    | 53 : 56 |
| TuS Metzingen Petersen, Niederwieser je 10 | København Håndbold Rej 16                 | 680 Zuschauer        | 740 Zuschauer        | 53 : 56 |

## Runde 3
Es nahmen 24 Mannschaften an der 3. Runde teil.
Die Auslosung der 3. Runde fand am 22. Oktober 2019 in Wien statt.
Die Hin- und Rückspiele fanden an den Wochenenden 9.–10. sowie 16.–17. November 2019 statt.

### Qualifizierte Teams
| - Herning-Ikast Håndbold - København Håndbold - Nykøbing Falster Håndboldklub - Odense Håndbold - Thüringer HC - Rocasa Gran Canaria - ESBF Besançon - Nantes Atlantique Handball - OGC Nizza Côte d’Azur Handball - Debreceni Vasutas SC - Érdi VSE - Siófok_KC | - Váci NKSE - Storhamar Håndball - Tertnes IL - CS Gloria 2018 Bistrița-Năsăud - Corona Brașov - CS Măgura Cisnădie - GK Astrachanotschka - GK Kuban Krasnodar - Swesda Swenigorod - GK Lada Toljatti - ŽORK Jagodina - Kastamonu Belediyesi GSK |

### Ausgeloste Spiele und Ergebnisse
| Mannschaft 1                                 | Mannschaft 2                              | Hinspiel             | Rückspiel            | Gesamt      |
| -------------------------------------------- | ----------------------------------------- | -------------------- | -------------------- | ----------- |
| Odense Håndbold Heindahl 17                  | ESBF Besançon Dupuis 9                    | 10.11.2019 15:00 Uhr | 16.11.2019 20:00 Uhr | 57 : 52     |
| Odense Håndbold Heindahl 17                  | ESBF Besançon Dupuis 9                    | 25 : 23 (10 : 14)    | 32 : 29 (16 : 13)    | 57 : 52     |
| Odense Håndbold Heindahl 17                  | ESBF Besançon Dupuis 9                    | 1.747 Zuschauer      | 3.300 Zuschauer      | 57 : 52     |
| Tertnes IL Berens 11                         | Storhamar Håndball Nestaker 14            | 10.11.2019 17:30 Uhr | 17.11.2019 17:00 Uhr | 44 : 65     |
| Tertnes IL Berens 11                         | Storhamar Håndball Nestaker 14            | 31 : 26 (15 : 14)    | 13 : 39 (07 : 14)    | 44 : 65     |
| Tertnes IL Berens 11                         | Storhamar Håndball Nestaker 14            | 225 Zuschauer        | 911 Zuschauer        | 44 : 65     |
| Rocasa Gran Canaria Lusson 16                | CS Măgura Cisnădie Ani-Senocico 21        | 10.11.2019 13:00 Uhr | 17.11.2019 18:00 Uhr | 46 : 46 (a) |
| Rocasa Gran Canaria Lusson 16                | CS Măgura Cisnădie Ani-Senocico 21        | 28 : 24 (11 : 10)    | 18 : 22 (07 : 11)    | 46 : 46 (a) |
| Rocasa Gran Canaria Lusson 16                | CS Măgura Cisnădie Ani-Senocico 21        | 300 Zuschauer        | 1.100 Zuschauer      | 46 : 46 (a) |
| GK Astrachanotschka Sabirowa 13              | Thüringer HC Korešová 16                  | 10.11.2019 15:00 Uhr | 16.11.2019 19:00 Uhr | 53 : 55     |
| GK Astrachanotschka Sabirowa 13              | Thüringer HC Korešová 16                  | 28 : 25 (14 : 13)    | 25 : 30 (12 : 16)    | 53 : 55     |
| GK Astrachanotschka Sabirowa 13              | Thüringer HC Korešová 16                  | 3.000 Zuschauer      | 1.100 Zuschauer      | 53 : 55     |
| Érdi VSE Nascimento 12                       | GK Kuban Krasnodar Frolowa 17             | 10.11.2019 15:00 Uhr | 15.11.2019 18:30 Uhr | 64 : 62     |
| Érdi VSE Nascimento 12                       | GK Kuban Krasnodar Frolowa 17             | 39 : 32 (21 : 17)    | 25 : 30 (13 : 19)    | 64 : 62     |
| Érdi VSE Nascimento 12                       | GK Kuban Krasnodar Frolowa 17             | 1.650 Zuschauer      | 500 Zuschauer        | 64 : 62     |
| Kastamonu Belediyesi GSK İskit 13            | Váci NKSE Kuczora 13                      | 09.11.2019 15:00 Uhr | 16.11.2019 16:00 Uhr | 58 : 56     |
| Kastamonu Belediyesi GSK İskit 13            | Váci NKSE Kuczora 13                      | 33 : 26 (16 : 11)    | 25 : 30 (09 : 15)    | 58 : 56     |
| Kastamonu Belediyesi GSK İskit 13            | Váci NKSE Kuczora 13                      | 1.400 Zuschauer      | 400 Zuschauer        | 58 : 56     |
| Debreceni Vasutas SC Kovács 13               | ŽORK Jagodina Agbaba 20                   | 09.11.2019 15:30 Uhr | 16.11.2019 19:00 Uhr | 73 : 52     |
| Debreceni Vasutas SC Kovács 13               | ŽORK Jagodina Agbaba 20                   | 37 : 26 (17 : 13)    | 36 : 26 (20 : 12)    | 73 : 52     |
| Debreceni Vasutas SC Kovács 13               | ŽORK Jagodina Agbaba 20                   | 1.800 Zuschauer      | 600 Zuschauer        | 73 : 52     |
| CS Gloria 2018 Bistrița-Năsăud Pristăviță 11 | Corona Brașov Tîrcă 9                     | 09.11.2019 17:00 Uhr | 17.11.2019 17:00 Uhr | 49 : 49 (a) |
| CS Gloria 2018 Bistrița-Năsăud Pristăviță 11 | Corona Brașov Tîrcă 9                     | 25 : 27 (15 : 13)    | 24 : 22 (13 : 11)    | 49 : 49 (a) |
| CS Gloria 2018 Bistrița-Năsăud Pristăviță 11 | Corona Brașov Tîrcă 9                     | 970 Zuschauer        | 1.800 Zuschauer      | 49 : 49 (a) |
| Nantes Atlantique Handball Grigel 16         | Siófok_KC Kobetić 12                      | 10.11.2019 18:00 Uhr | 16.11.2019 18:00 Uhr | 58 : 61     |
| Nantes Atlantique Handball Grigel 16         | Siófok_KC Kobetić 12                      | 24 : 32 (12 : 16)    | 34 : 29 (13 : 15)    | 58 : 61     |
| Nantes Atlantique Handball Grigel 16         | Siófok_KC Kobetić 12                      | 2.600 Zuschauer      | 1.300 Zuschauer      | 58 : 61     |
| Swesda Swenigorod Suslowa 9                  | GK Lada Toljatti Michailitschenko 15      | 10.11.2019 17:00 Uhr | 16.11.2019 17:00 Uhr | 52 : 70     |
| Swesda Swenigorod Suslowa 9                  | GK Lada Toljatti Michailitschenko 15      | 24 : 36 (14 : 16)    | 28 : 34 (15 : 15)    | 52 : 70     |
| Swesda Swenigorod Suslowa 9                  | GK Lada Toljatti Michailitschenko 15      | 500 Zuschauer        | 2.478 Zuschauer      | 52 : 70     |
| Nykøbing Falster Håndboldklub Housheer 13    | Herning-Ikast Håndbold Fauske 18          | 10.11.2019 15:00 Uhr | 17.11.2019 15:00 Uhr | 49 : 54     |
| Nykøbing Falster Håndboldklub Housheer 13    | Herning-Ikast Håndbold Fauske 18          | 23 : 23 (13 : 13)    | 26 : 31 (12 : 15)    | 49 : 54     |
| Nykøbing Falster Håndboldklub Housheer 13    | Herning-Ikast Håndbold Fauske 18          | 1.768 Zuschauer      | 1.067 Zuschauer      | 49 : 54     |
| København Håndbold Rej 16                    | OGC Nizza Côte d’Azur Handball Blonbou 10 | 09.11.2019 14:00 Uhr | 17.11.2019 17:00 Uhr | 62 : 46     |
| København Håndbold Rej 16                    | OGC Nizza Côte d’Azur Handball Blonbou 10 | 32 : 23 (14 : 11)    | 30 : 23 (14 : 13)    | 62 : 46     |
| København Håndbold Rej 16                    | OGC Nizza Côte d’Azur Handball Blonbou 10 | 821 Zuschauer        | 650 Zuschauer        | 62 : 46     |

## Gruppenphase
Es nahmen 16 Mannschaften teil. Zur Auslosung wurden die Mannschaften in vier Töpfe eingeteilt. Der erste Topf bestand aus den vier Mannschaften der Champions League. Die anderen drei wurden mit den Teams der Qualifikationsrunden gebildet. Bei der Auslosung konnte keine Mannschaft eines Landes auf eine andere des gleichen Landes in der Gruppe treffen. Die Auslosung fand am 21. November 2019 statt.

### Qualifizierte Teams
| Topf 1 - ŽRK Podravka Koprivnica - DHK Baník Most - SG BBM Bietigheim - MKS Lublin | Topf 2 - Herning-Ikast Håndbold - Érdi VSE - Siófok KC - Kastamonu Belediyesi GSK | Topf 3 - Thüringer HC - Corona Brașov - CS Măgura Cisnădie - GK Lada Toljatti | Topf 4 - København Håndbold - Odense Håndbold - Debreceni Vasutas SC - Storhamar Håndball |

CS Gloria 2018 Bistrița-Năsăud nahm nach einem Dopingverstoß dem Platz von Corona Brașov in der Gruppe C ein.

### Gruppe A
| Pl. | Land                     | Sp. | S | U | N | Tore      | Diff. | Punkte |
| --- | ------------------------ | --- | - | - | - | --------- | ----- | ------ |
| 1.  | Thüringer HC             | 6   | 6 | 0 | 0 | 0184:1410 | +43   | 012:00 |
| 2.  | Kastamonu Belediyesi GSK | 6   | 3 | 0 | 3 | 0176:1750 | +1    | 06:60  |
| 3.  | Debreceni Vasutas SC     | 6   | 3 | 0 | 3 | 0170:1730 | −3    | 06:60  |
| 4.  | DHK Baník Most           | 6   | 0 | 0 | 6 | 0163:2040 | −41   | 00:120 |

|  | Qualifikationsplatz für das Viertelfinale |

| 4. Januar 2020 15:00 Uhr | Kastamonu Belediyesi GSK      | 30:31   | Debreceni Vasutas SC | Atatürk Spor Salonu, Kastamonu Zuschauer: 1.500 Schiedsrichter: Iliescu, Manea |
| 4. Januar 2020 15:00 Uhr | meiste Tore: İskit, Özel je 8 | (17:15) | meiste Tore: Arany 9 | Atatürk Spor Salonu, Kastamonu Zuschauer: 1.500 Schiedsrichter: Iliescu, Manea |
| 4. Januar 2020 15:00 Uhr | Spielbericht                  |         |                      | Atatürk Spor Salonu, Kastamonu Zuschauer: 1.500 Schiedsrichter: Iliescu, Manea |

| 5. Januar 2020 19:00 Uhr | DHK Baník Most          | 27:35   | Thüringer HC            | Sportovní hala Baník Most, Most Zuschauer: 1.002 Schiedsrichter: Tzaferopoulos, Bethmann |
| 5. Januar 2020 19:00 Uhr | meiste Tore: Šustková 8 | (13:18) | meiste Tore: Korešová 9 | Sportovní hala Baník Most, Most Zuschauer: 1.002 Schiedsrichter: Tzaferopoulos, Bethmann |
| 5. Januar 2020 19:00 Uhr | Spielbericht            |         |                         | Sportovní hala Baník Most, Most Zuschauer: 1.002 Schiedsrichter: Tzaferopoulos, Bethmann |

| 11. Januar 2020 14:00 Uhr | Debreceni Vasutas SC             | 36:29   | DHK Baník Most          | Hódos Imre Sportcsarnok, Debrecen Zuschauer: 1.800 Schiedsrichter: Carmaux, Mursch |
| 11. Januar 2020 14:00 Uhr | meiste Tore: Bulath, Karnik je 5 | (14:14) | meiste Tore: Šustková 7 | Hódos Imre Sportcsarnok, Debrecen Zuschauer: 1.800 Schiedsrichter: Carmaux, Mursch |
| 11. Januar 2020 14:00 Uhr | Spielbericht                     |         |                         | Hódos Imre Sportcsarnok, Debrecen Zuschauer: 1.800 Schiedsrichter: Carmaux, Mursch |

| 12. Januar 2020 14:00 Uhr | Thüringer HC                                   | 27:24   | Kastamonu Belediyesi GSK | Wiedigsburghalle, Nordhausen Zuschauer: 1.500 Schiedsrichter: M. Bennani, S. Bennani |
| 12. Januar 2020 14:00 Uhr | meiste Tore: Korešová, Bölk, Scheffknecht je 5 | (16:12) | meiste Tore: İskit 8     | Wiedigsburghalle, Nordhausen Zuschauer: 1.500 Schiedsrichter: M. Bennani, S. Bennani |
| 12. Januar 2020 14:00 Uhr | Spielbericht                                   |         |                          | Wiedigsburghalle, Nordhausen Zuschauer: 1.500 Schiedsrichter: M. Bennani, S. Bennani |

| 18. Januar 2020 15:00 Uhr | Kastamonu Belediyesi GSK                            | 33:27   | DHK Baník Most           | Atatürk Spor Salonu, Kastamonu Zuschauer: 1.200 Schiedsrichter: Arnautović, Jović |
| 18. Januar 2020 15:00 Uhr | meiste Tore: İskenderoğlu, İskit, Özel, Uskowa je 5 | (15:13) | meiste Tore: Stříšková 9 | Atatürk Spor Salonu, Kastamonu Zuschauer: 1.200 Schiedsrichter: Arnautović, Jović |
| 18. Januar 2020 15:00 Uhr | Spielbericht                                        |         |                          | Atatürk Spor Salonu, Kastamonu Zuschauer: 1.200 Schiedsrichter: Arnautović, Jović |

| 18. Januar 2020 15:00 Uhr | Debreceni Vasutas SC  | 19:26  | Thüringer HC                | Hódos Imre Sportcsarnok, Debrecen Zuschauer: 1.800 Schiedsrichter: Sundet, Braseth |
| 18. Januar 2020 15:00 Uhr | meiste Tore: Bulath 4 | (7:12) | meiste Tore: Scheffknecht 8 | Hódos Imre Sportcsarnok, Debrecen Zuschauer: 1.800 Schiedsrichter: Sundet, Braseth |
| 18. Januar 2020 15:00 Uhr | Spielbericht          |        |                             | Hódos Imre Sportcsarnok, Debrecen Zuschauer: 1.800 Schiedsrichter: Sundet, Braseth |

| 26. Januar 2020 14:00 Uhr | Thüringer HC                | 26:23   | Debreceni Vasutas SC  | Wiedigsburghalle, Nordhausen Zuschauer: 1.500 Schiedsrichter: Barysas, Petrušis |
| 26. Januar 2020 14:00 Uhr | meiste Tore: Scheffknecht 9 | (15:13) | meiste Tore: Bulath 7 | Wiedigsburghalle, Nordhausen Zuschauer: 1.500 Schiedsrichter: Barysas, Petrušis |
| 26. Januar 2020 14:00 Uhr | Spielbericht                |         |                       | Wiedigsburghalle, Nordhausen Zuschauer: 1.500 Schiedsrichter: Barysas, Petrušis |

| 26. Januar 2020 18:00 Uhr | DHK Baník Most         | 28:31   | Kastamonu Belediyesi GSK | Sportovní hala Baník Most, Most Zuschauer: 790 Schiedsrichter: Bolic, Hurich |
| 26. Januar 2020 18:00 Uhr | meiste Tore: Zachová 7 | (14:13) | meiste Tore: İskit 12    | Sportovní hala Baník Most, Most Zuschauer: 790 Schiedsrichter: Bolic, Hurich |
| 26. Januar 2020 18:00 Uhr | Spielbericht           |         |                          | Sportovní hala Baník Most, Most Zuschauer: 790 Schiedsrichter: Bolic, Hurich |

| 1. Februar 2020 15:00 Uhr | Debreceni Vasutas SC      | 32:34   | Kastamonu Belediyesi GSK               | Hódos Imre Sportcsarnok, Debrecen Zuschauer: 1.800 Schiedsrichter: Jerschow, Pawljukow |
| 1. Februar 2020 15:00 Uhr | meiste Tore: Despotović 8 | (20:20) | meiste Tore: İskenderoğlu, Coşkun je 7 | Hódos Imre Sportcsarnok, Debrecen Zuschauer: 1.800 Schiedsrichter: Jerschow, Pawljukow |
| 1. Februar 2020 15:00 Uhr | Spielbericht              |         |                                        | Hódos Imre Sportcsarnok, Debrecen Zuschauer: 1.800 Schiedsrichter: Jerschow, Pawljukow |

| 2. Februar 2020 14:00 Uhr | Thüringer HC        | 40:24  | DHK Baník Most           | Wiedigsburghalle, Nordhausen Zuschauer: 1.300 Schiedsrichter: Backović, Palačković |
| 2. Februar 2020 14:00 Uhr | meiste Tore: Bölk 7 | (18:8) | meiste Tore: Stříšková 5 | Wiedigsburghalle, Nordhausen Zuschauer: 1.300 Schiedsrichter: Backović, Palačković |
| 2. Februar 2020 14:00 Uhr | Spielbericht        |        |                          | Wiedigsburghalle, Nordhausen Zuschauer: 1.300 Schiedsrichter: Backović, Palačković |

| 8. Februar 2020 15:00 Uhr | Kastamonu Belediyesi GSK    | 24:30   | Thüringer HC           | Atatürk Spor Salonu, Kastamonu Zuschauer: 1.126 Schiedsrichter: R. Geraets, P. Geraets |
| 8. Februar 2020 15:00 Uhr | meiste Tore: İskenderoğlu 7 | (11:14) | meiste Tore: Mässing 7 | Atatürk Spor Salonu, Kastamonu Zuschauer: 1.126 Schiedsrichter: R. Geraets, P. Geraets |
| 8. Februar 2020 15:00 Uhr | Spielbericht                |         |                        | Atatürk Spor Salonu, Kastamonu Zuschauer: 1.126 Schiedsrichter: R. Geraets, P. Geraets |

| 9. Februar 2020 19:00 Uhr | DHK Baník Most          | 28:29   | Debreceni Vasutas SC      | Sportovní hala Baník Most, Most Zuschauer: 800 Schiedsrichter: Ivanović, Vujisić |
| 9. Februar 2020 19:00 Uhr | meiste Tore: Šustková 8 | (12:14) | meiste Tore: Despotović 7 | Sportovní hala Baník Most, Most Zuschauer: 800 Schiedsrichter: Ivanović, Vujisić |
| 9. Februar 2020 19:00 Uhr | Spielbericht            |         |                           | Sportovní hala Baník Most, Most Zuschauer: 800 Schiedsrichter: Ivanović, Vujisić |

### Gruppe B
| Pl. | Land                    | Sp. | S | U | N | Tore      | Diff. | Punkte |
| --- | ----------------------- | --- | - | - | - | --------- | ----- | ------ |
| 1.  | Siófok KC               | 6   | 4 | 2 | 0 | 0192:1580 | +34   | 010:20 |
| 2.  | ŽRK Podravka Koprivnica | 6   | 3 | 2 | 1 | 0189:1760 | +13   | 08:40  |
| 3.  | København Håndbold      | 6   | 3 | 0 | 3 | 0174:1710 | +3    | 06:60  |
| 4.  | CS Măgura Cisnădie      | 6   | 0 | 0 | 6 | 0150:2000 | −50   | 00:120 |

|  | Qualifikationsplatz für das Viertelfinale |

| 5. Januar 2020 15:30 Uhr | ŽRK Podravka Koprivnica       | 38:26   | CS Măgura Cisnădie      | Gimnazija Fran Galović, Koprivnica Zuschauer: 2.000 Schiedsrichter: Xhema, Jahja |
| 5. Januar 2020 15:30 Uhr | meiste Tore: Milosavljević 10 | (18:12) | meiste Tore: Moldovan 8 | Gimnazija Fran Galović, Koprivnica Zuschauer: 2.000 Schiedsrichter: Xhema, Jahja |
| 5. Januar 2020 15:30 Uhr | Spielbericht                  |         |                         | Gimnazija Fran Galović, Koprivnica Zuschauer: 2.000 Schiedsrichter: Xhema, Jahja |

| 5. Januar 2020 17:00 Uhr | Siófok KC            | 36:23   | København Håndbold | Kiss Szilárd Sportcsarnok, Siófok Zuschauer: 1.200 Schiedsrichter: Ivanović, Vujisić |
| 5. Januar 2020 17:00 Uhr | meiste Tore: Pena 11 | (17:13) | meiste Tore: Rej 7 | Kiss Szilárd Sportcsarnok, Siófok Zuschauer: 1.200 Schiedsrichter: Ivanović, Vujisić |
| 5. Januar 2020 17:00 Uhr | Spielbericht         |         |                    | Kiss Szilárd Sportcsarnok, Siófok Zuschauer: 1.200 Schiedsrichter: Ivanović, Vujisić |

| 11. Januar 2020 14:00 Uhr | København Håndbold   | 26:28   | ŽRK Podravka Koprivnica | Frederiksberg Opvisningshal, Frederiksberg Zuschauer: 446 Schiedsrichter: Doychinov, Goretsov |
| 11. Januar 2020 14:00 Uhr | meiste Tore: Blohm 7 | (15:13) | meiste Tore: Stanko 7   | Frederiksberg Opvisningshal, Frederiksberg Zuschauer: 446 Schiedsrichter: Doychinov, Goretsov |
| 11. Januar 2020 14:00 Uhr | Spielbericht         |         |                         | Frederiksberg Opvisningshal, Frederiksberg Zuschauer: 446 Schiedsrichter: Doychinov, Goretsov |

| 12. Januar 2020 15:00 Uhr | CS Măgura Cisnădie      | 23:31  | Siófok KC                       | Sala Polivalentă Măgura Cisnădie, Cisnădie Zuschauer: 1.200 Schiedsrichter: Sekulić, Jovandić |
| 12. Januar 2020 15:00 Uhr | meiste Tore: Moldovan 6 | (9:17) | meiste Tore: Tomori, Böhme je 6 | Sala Polivalentă Măgura Cisnădie, Cisnădie Zuschauer: 1.200 Schiedsrichter: Sekulić, Jovandić |
| 12. Januar 2020 15:00 Uhr | Spielbericht            |        |                                 | Sala Polivalentă Măgura Cisnădie, Cisnădie Zuschauer: 1.200 Schiedsrichter: Sekulić, Jovandić |

| 18. Januar 2020 17:00 Uhr | Siófok KC              | 30:30   | ŽRK Podravka Koprivnica                                    | Kiss Szilárd Sportcsarnok, Siófok Zuschauer: 1.185 Schiedsrichter: Roschkow, Nowikow |
| 18. Januar 2020 17:00 Uhr | meiste Tore: Kobetić 6 | (18:14) | meiste Tore: Beganovič, Milosavljević, Mugoša, Stanko je 5 | Kiss Szilárd Sportcsarnok, Siófok Zuschauer: 1.185 Schiedsrichter: Roschkow, Nowikow |
| 18. Januar 2020 17:00 Uhr | Spielbericht           |         |                                                            | Kiss Szilárd Sportcsarnok, Siófok Zuschauer: 1.185 Schiedsrichter: Roschkow, Nowikow |

| 19. Januar 2020 13:00 Uhr | København Håndbold  | 33:22  | CS Măgura Cisnădie      | Frederiksberg Opvisningshal, Frederiksberg Zuschauer: 447 Schiedsrichter: C. Hannes, D. Hannes |
| 19. Januar 2020 13:00 Uhr | meiste Tore: Bont 9 | (14:8) | meiste Tore: Moldovan 6 | Frederiksberg Opvisningshal, Frederiksberg Zuschauer: 447 Schiedsrichter: C. Hannes, D. Hannes |
| 19. Januar 2020 13:00 Uhr | Spielbericht        |        |                         | Frederiksberg Opvisningshal, Frederiksberg Zuschauer: 447 Schiedsrichter: C. Hannes, D. Hannes |

| 26. Januar 2020 14:00 Uhr | CS Măgura Cisnădie                  | 28:33 | København Håndbold  | Sala Polivalentă Măgura Cisnădie, Cisnădie Zuschauer: 800 Schiedsrichter: Korja, Metsämäki |
| 26. Januar 2020 14:00 Uhr | meiste Tore: Moldovan, Tănasie je 7 |       | meiste Tore: Rej 10 | Sala Polivalentă Măgura Cisnădie, Cisnădie Zuschauer: 800 Schiedsrichter: Korja, Metsämäki |
| 26. Januar 2020 14:00 Uhr | Spielbericht                        |       |                     | Sala Polivalentă Măgura Cisnădie, Cisnădie Zuschauer: 800 Schiedsrichter: Korja, Metsämäki |

| 26. Januar 2020 15:30 Uhr | ŽRK Podravka Koprivnica | 33:33   | Siófok KC               | Gimnazija Fran Galović, Koprivnica Zuschauer: 2.000 Schiedsrichter: Christidi, Papamattheou |
| 26. Januar 2020 15:30 Uhr | meiste Tore: Stanko 7   | (16:15) | meiste Tore: Kobetić 12 | Gimnazija Fran Galović, Koprivnica Zuschauer: 2.000 Schiedsrichter: Christidi, Papamattheou |
| 26. Januar 2020 15:30 Uhr | Spielbericht            |         |                         | Gimnazija Fran Galović, Koprivnica Zuschauer: 2.000 Schiedsrichter: Christidi, Papamattheou |

| 2. Februar 2020 11:30 Uhr | CS Măgura Cisnădie     | 29:31   | ŽRK Podravka Koprivnica | Sala Polivalentă Măgura Cisnădie, Cisnădie Zuschauer: 800 Schiedsrichter: Dahlby Fremstad, Kjelsrud Pedersen |
| 2. Februar 2020 11:30 Uhr | meiste Tore: Crăciun 8 | (15:17) | meiste Tore: Stanko 10  | Sala Polivalentă Măgura Cisnădie, Cisnădie Zuschauer: 800 Schiedsrichter: Dahlby Fremstad, Kjelsrud Pedersen |
| 2. Februar 2020 11:30 Uhr | Spielbericht           |         |                         | Sala Polivalentă Măgura Cisnădie, Cisnădie Zuschauer: 800 Schiedsrichter: Dahlby Fremstad, Kjelsrud Pedersen |

| 2. Februar 2020 14:00 Uhr | København Håndbold  | 27:28   | Siófok KC              | Frederiksberg Opvisningshal, Frederiksberg Zuschauer: 773 Schiedsrichter: Rodríguez Estevez, Rosendo López |
| 2. Februar 2020 14:00 Uhr | meiste Tore: Bont 7 | (15:15) | meiste Tore: Kobetić 9 | Frederiksberg Opvisningshal, Frederiksberg Zuschauer: 773 Schiedsrichter: Rodríguez Estevez, Rosendo López |
| 2. Februar 2020 14:00 Uhr | Spielbericht        |         |                        | Frederiksberg Opvisningshal, Frederiksberg Zuschauer: 773 Schiedsrichter: Rodríguez Estevez, Rosendo López |

| 9. Februar 2020 15:00 Uhr | Siófok KC                                | 34:22   | CS Măgura Cisnădie                           | Kiss Szilárd Sportcsarnok, Siófok Zuschauer: 1.200 Schiedsrichter: Mertinian, Syrepisios |
| 9. Februar 2020 15:00 Uhr | meiste Tore: Aoustin, Kobetić, Such je 6 | (15:12) | meiste Tore: Crăciun, Danici, Winjukowa je 4 | Kiss Szilárd Sportcsarnok, Siófok Zuschauer: 1.200 Schiedsrichter: Mertinian, Syrepisios |
| 9. Februar 2020 15:00 Uhr | Spielbericht                             |         |                                              | Kiss Szilárd Sportcsarnok, Siófok Zuschauer: 1.200 Schiedsrichter: Mertinian, Syrepisios |

| 9. Februar 2020 17:00 Uhr | ŽRK Podravka Koprivnica  | 29:32   | København Håndbold | Gimnazija Fran Galović, Koprivnica Zuschauer: 2.080 Schiedsrichter: Łabuń, Jerlecki |
| 9. Februar 2020 17:00 Uhr | meiste Tore: Karlovčan 5 | (13:18) | meiste Tore: Rej 7 | Gimnazija Fran Galović, Koprivnica Zuschauer: 2.080 Schiedsrichter: Łabuń, Jerlecki |
| 9. Februar 2020 17:00 Uhr | Spielbericht             |         |                    | Gimnazija Fran Galović, Koprivnica Zuschauer: 2.080 Schiedsrichter: Łabuń, Jerlecki |

### Gruppe C
| Pl. | Land                           | Sp. | S | U | N | Tore      | Diff. | Punkte |
| --- | ------------------------------ | --- | - | - | - | --------- | ----- | ------ |
| 1.  | Odense Håndbold                | 6   | 5 | 0 | 1 | 0175:1330 | +42   | 010:20 |
| 2.  | CS Gloria 2018 Bistrița-Năsăud | 6   | 2 | 3 | 1 | 0141:1390 | +2    | 07:50  |
| 3.  | Érdi VSE                       | 6   | 2 | 2 | 2 | 0158:1550 | +3    | 06:60  |
| 4.  | MKS Lublin                     | 6   | 0 | 1 | 5 | 0127:1740 | −47   | 01:110 |

|  | Qualifikationsplatz für das Viertelfinale |

| 4. Januar 2020 18:00 Uhr | Érdi VSE                 | 27:28   | Odense Håndbold      | Érd Aréna, Érd Zuschauer: 2.400 Schiedsrichter: Lindenbaum, Laron |
| 4. Januar 2020 18:00 Uhr | meiste Tore: Kovačević 7 | (12:12) | meiste Tore: Groot 6 | Érd Aréna, Érd Zuschauer: 2.400 Schiedsrichter: Lindenbaum, Laron |
| 4. Januar 2020 18:00 Uhr | Spielbericht             |         |                      | Érd Aréna, Érd Zuschauer: 2.400 Schiedsrichter: Lindenbaum, Laron |

| 5. Januar 2020 17:00 Uhr | MKS Lublin           | 22:22   | CS Gloria 2018 Bistrița-Năsăud | Hala Globus, Lublin Zuschauer: 1.500 Schiedsrichter: Schajbakow, Loschak |
| 5. Januar 2020 17:00 Uhr | meiste Tore: Nosek 7 | (10:12) | meiste Tore: Iljina 6          | Hala Globus, Lublin Zuschauer: 1.500 Schiedsrichter: Schajbakow, Loschak |
| 5. Januar 2020 17:00 Uhr | Spielbericht         |         |                                | Hala Globus, Lublin Zuschauer: 1.500 Schiedsrichter: Schajbakow, Loschak |

| 11. Januar 2020 13:00 Uhr | Odense Håndbold                   | 35:18   | MKS Lublin                              | Odense Idrætshal, Odense Zuschauer: 1.688 Schiedsrichter: Ilieva, Karbeska |
| 11. Januar 2020 13:00 Uhr | meiste Tore: Groot, Offendal je 5 | (18:33) | meiste Tore: Kochaniak, Więckowska je 4 | Odense Idrætshal, Odense Zuschauer: 1.688 Schiedsrichter: Ilieva, Karbeska |
| 11. Januar 2020 13:00 Uhr | Spielbericht                      |         |                                         | Odense Idrætshal, Odense Zuschauer: 1.688 Schiedsrichter: Ilieva, Karbeska |

| 11. Januar 2020 18:00 Uhr | CS Gloria 2018 Bistrița-Năsăud | 25:25   | Érdi VSE                                | Sala Polivalentă Bistrița, Bistrița Zuschauer: 970 Schiedsrichter: A. Smailagic , S. Smailagic |
| 11. Januar 2020 18:00 Uhr | meiste Tore: Dincă 7           | (15:11) | meiste Tore: Nascimento, Jeřábková je 6 | Sala Polivalentă Bistrița, Bistrița Zuschauer: 970 Schiedsrichter: A. Smailagic , S. Smailagic |
| 11. Januar 2020 18:00 Uhr | Spielbericht                   |         |                                         | Sala Polivalentă Bistrița, Bistrița Zuschauer: 970 Schiedsrichter: A. Smailagic , S. Smailagic |

| 18. Januar 2020 19:00 Uhr | Érdi VSE                 | 29:24   | MKS Lublin               | Érd Aréna, Érd Zuschauer: 2.200 Schiedsrichter: Panayides, Andreou |
| 18. Januar 2020 19:00 Uhr | meiste Tore: Jeřábková 7 | (18:12) | meiste Tore: Kochaniak 6 | Érd Aréna, Érd Zuschauer: 2.200 Schiedsrichter: Panayides, Andreou |
| 18. Januar 2020 19:00 Uhr | Spielbericht             |         |                          | Érd Aréna, Érd Zuschauer: 2.200 Schiedsrichter: Panayides, Andreou |

| 19. Januar 2020 15:00 Uhr | Odense Håndbold       | 25:19 | CS Gloria 2018 Bistrița-Năsăud              | Odense Idrætshal, Odense Zuschauer: 1.642 Schiedsrichter: W. Butkewitsch, J. Butkewitsch |
| 19. Januar 2020 15:00 Uhr | meiste Tore: Groot 10 | (9:9) | meiste Tore: Pristăviță, Wassileuskaja je 6 | Odense Idrætshal, Odense Zuschauer: 1.642 Schiedsrichter: W. Butkewitsch, J. Butkewitsch |
| 19. Januar 2020 15:00 Uhr | Spielbericht          |       |                                             | Odense Idrætshal, Odense Zuschauer: 1.642 Schiedsrichter: W. Butkewitsch, J. Butkewitsch |

| 26. Januar 2020 17:00 Uhr | MKS Lublin               | 23:29   | Érdi VSE                     | Hala Globus, Lublin Zuschauer: 1.400 Schiedsrichter: Capoccia, Jucker |
| 26. Januar 2020 17:00 Uhr | meiste Tore: Kochaniak 7 | (12:14) | meiste Tore: do Nascimento 8 | Hala Globus, Lublin Zuschauer: 1.400 Schiedsrichter: Capoccia, Jucker |
| 26. Januar 2020 17:00 Uhr | Spielbericht             |         |                              | Hala Globus, Lublin Zuschauer: 1.400 Schiedsrichter: Capoccia, Jucker |

| 26. Januar 2020 18:00 Uhr | CS Gloria 2018 Bistrița-Năsăud | 25:23   | Odense Håndbold      | Sala Polivalentă Bistrița, Bistrița Zuschauer: 900 Schiedsrichter: Şimşek, Hatipoğlu |
| 26. Januar 2020 18:00 Uhr | meiste Tore: Wassileuskaja 8   | (13:12) | meiste Tore: Cohrt 7 | Sala Polivalentă Bistrița, Bistrița Zuschauer: 900 Schiedsrichter: Şimşek, Hatipoğlu |
| 26. Januar 2020 18:00 Uhr | Spielbericht                   |         |                      | Sala Polivalentă Bistrița, Bistrița Zuschauer: 900 Schiedsrichter: Şimşek, Hatipoğlu |

| 1. Februar 2020 15:00 Uhr | Odense Håndbold                             | 31:24  | Érdi VSE            | Odense Idrætshal, Odense Zuschauer: ? Schiedsrichter: D. Lončar, Z. Lončar |
| 1. Februar 2020 15:00 Uhr | meiste Tore: Bakkerud, Højlund, Jensen je 6 | (16:9) | meiste Tore: Tóth 6 | Odense Idrætshal, Odense Zuschauer: ? Schiedsrichter: D. Lončar, Z. Lončar |
| 1. Februar 2020 15:00 Uhr | Spielbericht                                |        |                     | Odense Idrætshal, Odense Zuschauer: ? Schiedsrichter: D. Lončar, Z. Lončar |

| 2. Februar 2020 18:00 Uhr | CS Gloria 2018 Bistrița-Năsăud | 26:20  | MKS Lublin                         | Sala Polivalentă Bistrița, Bistrița Zuschauer: 950 Schiedsrichter: Šniurevičius, Grigalionis |
| 2. Februar 2020 18:00 Uhr | meiste Tore: Wassileuskaja 5   | (17:9) | meiste Tore: Kochaniak, Nocuń je 6 | Sala Polivalentă Bistrița, Bistrița Zuschauer: 950 Schiedsrichter: Šniurevičius, Grigalionis |
| 2. Februar 2020 18:00 Uhr | Spielbericht                   |        |                                    | Sala Polivalentă Bistrița, Bistrița Zuschauer: 950 Schiedsrichter: Šniurevičius, Grigalionis |

| 9. Februar 2020 17:00 Uhr | MKS Lublin               | 20:33   | Odense Håndbold          | Hala Globus, Lublin Zuschauer: 2.120 Schiedsrichter: Jakovljević, Sando |
| 9. Februar 2020 17:00 Uhr | meiste Tore: Kochaniak 6 | (13:14) | meiste Tore: Bakkerud 12 | Hala Globus, Lublin Zuschauer: 2.120 Schiedsrichter: Jakovljević, Sando |
| 9. Februar 2020 17:00 Uhr | Spielbericht             |         |                          | Hala Globus, Lublin Zuschauer: 2.120 Schiedsrichter: Jakovljević, Sando |

| 9. Februar 2020 17:00 Uhr | Érdi VSE                 | 24:24   | CS Gloria 2018 Bistrița-Năsăud | Érd Aréna, Érd Zuschauer: ? Schiedsrichter: Christidi, Papamattheou |
| 9. Februar 2020 17:00 Uhr | meiste Tore: Kovačević 6 | (12:12) | meiste Tore: Rațiu 6           | Érd Aréna, Érd Zuschauer: ? Schiedsrichter: Christidi, Papamattheou |
| 9. Februar 2020 17:00 Uhr | Spielbericht             |         |                                | Érd Aréna, Érd Zuschauer: ? Schiedsrichter: Christidi, Papamattheou |

### Gruppe D
| Pl. | Land                   | Sp. | S | U | N | Tore      | Diff. | Punkte |
| --- | ---------------------- | --- | - | - | - | --------- | ----- | ------ |
| 1.  | Herning-Ikast Håndbold | 6   | 3 | 1 | 2 | 0170:1620 | +8    | 07:50  |
| 2.  | GK Lada Toljatti       | 6   | 3 | 0 | 3 | 0177:1680 | +9    | 06:60  |
| 3.  | Storhamar Håndball     | 6   | 3 | 0 | 3 | 0172:1780 | −6    | 06:60  |
| 4.  | SG BBM Bietigheim      | 6   | 2 | 1 | 3 | 0167:1780 | −11   | 05:70  |

|  | Qualifikationsplatz für das Viertelfinale |

| 5. Januar 2020 15:00 Uhr | Herning-Ikast Håndbold | 34:27   | Storhamar Håndball     | IBF Arena, Ikast Zuschauer: 715 Schiedsrichter: Weijmans, Wolbertus |
| 5. Januar 2020 15:00 Uhr | meiste Tore: Fauske 8  | (17:13) | meiste Tore: Hovden 10 | IBF Arena, Ikast Zuschauer: 715 Schiedsrichter: Weijmans, Wolbertus |
| 5. Januar 2020 15:00 Uhr | Spielbericht           |         |                        | IBF Arena, Ikast Zuschauer: 715 Schiedsrichter: Weijmans, Wolbertus |

| 5. Januar 2020 19:00 Uhr | SG BBM Bietigheim              | 31:29   | GK Lada Toljatti                 | Halle am Viadukt, Bietigheim-Bissingen Zuschauer: 889 Schiedsrichter: Florescu, Stoia |
| 5. Januar 2020 19:00 Uhr | meiste Tore: van der Heijden 6 | (17:15) | meiste Tore: Michailitschenko 11 | Halle am Viadukt, Bietigheim-Bissingen Zuschauer: 889 Schiedsrichter: Florescu, Stoia |
| 5. Januar 2020 19:00 Uhr | Spielbericht                   |         |                                  | Halle am Viadukt, Bietigheim-Bissingen Zuschauer: 889 Schiedsrichter: Florescu, Stoia |

| 11. Januar 2020 16:00 Uhr | Storhamar Håndball             | 33:32   | SG BBM Bietigheim           | Boligpartner Arena, Hamar Zuschauer: 721 Schiedsrichter: Jakovljević, Sando |
| 11. Januar 2020 16:00 Uhr | meiste Tore: Hovden, Venn je 9 | (18:17) | meiste Tore: Kudłacz-Gloc 8 | Boligpartner Arena, Hamar Zuschauer: 721 Schiedsrichter: Jakovljević, Sando |
| 11. Januar 2020 16:00 Uhr | Spielbericht                   |         |                             | Boligpartner Arena, Hamar Zuschauer: 721 Schiedsrichter: Jakovljević, Sando |

| 11. Januar 2020 17:00 Uhr | GK Lada Toljatti                | 20:25   | Herning-Ikast Håndbold | USK Olimp, Toljatti Zuschauer: 2.500 Schiedsrichter: Lidacka, Lesiak |
| 11. Januar 2020 17:00 Uhr | meiste Tore: Michailitschenko 8 | (11:14) | meiste Tore: Fauske 6  | USK Olimp, Toljatti Zuschauer: 2.500 Schiedsrichter: Lidacka, Lesiak |
| 11. Januar 2020 17:00 Uhr | Spielbericht                    |         |                        | USK Olimp, Toljatti Zuschauer: 2.500 Schiedsrichter: Lidacka, Lesiak |

| 18. Januar 2020 19:30 Uhr | SG BBM Bietigheim           | 26:26   | Herning-Ikast Håndbold | MHPArena, Ludwigsburg Zuschauer: 1.045 Schiedsrichter: Mertinian, Syrepisios |
| 18. Januar 2020 19:30 Uhr | meiste Tore: Kudłacz-Gloc 6 | (14:11) | meiste Tore: Fauske 9  | MHPArena, Ludwigsburg Zuschauer: 1.045 Schiedsrichter: Mertinian, Syrepisios |
| 18. Januar 2020 19:30 Uhr | Spielbericht                |         |                        | MHPArena, Ludwigsburg Zuschauer: 1.045 Schiedsrichter: Mertinian, Syrepisios |

| 19. Januar 2020 17:00 Uhr | Storhamar Håndball                  | 28:33   | GK Lada Toljatti                 | Boligpartner Arena, Hamar Zuschauer: 1.112 Schiedsrichter: Žalienė, Kijauskaitė |
| 19. Januar 2020 17:00 Uhr | meiste Tore: Enkerud, Jakobsen je 6 | (15:19) | meiste Tore: Michailitschenko 10 | Boligpartner Arena, Hamar Zuschauer: 1.112 Schiedsrichter: Žalienė, Kijauskaitė |
| 19. Januar 2020 17:00 Uhr | Spielbericht                        |         |                                  | Boligpartner Arena, Hamar Zuschauer: 1.112 Schiedsrichter: Žalienė, Kijauskaitė |

| 25. Januar 2020 14:00 Uhr | Herning-Ikast Håndbold | 33:25   | SG BBM Bietigheim                  | IBF Arena, Ikast Zuschauer: 711 Schiedsrichter: Bíró, Kiss |
| 25. Januar 2020 14:00 Uhr | meiste Tore: Fauske 7  | (19:13) | meiste Tore: Loerper, Aardahl je 5 | IBF Arena, Ikast Zuschauer: 711 Schiedsrichter: Bíró, Kiss |
| 25. Januar 2020 14:00 Uhr | Spielbericht           |         |                                    | IBF Arena, Ikast Zuschauer: 711 Schiedsrichter: Bíró, Kiss |

| 25. Januar 2020 17:00 Uhr | GK Lada Toljatti                | 27:31   | Storhamar Håndball     | USK Olimp, Toljatti Zuschauer: 2.500 Schiedsrichter: Em. Aghakishi, Er. Aghakishi |
| 25. Januar 2020 17:00 Uhr | meiste Tore: Michailitschenko 8 | (15:14) | meiste Tore: Hovden 10 | USK Olimp, Toljatti Zuschauer: 2.500 Schiedsrichter: Em. Aghakishi, Er. Aghakishi |
| 25. Januar 2020 17:00 Uhr | Spielbericht                    |         |                        | USK Olimp, Toljatti Zuschauer: 2.500 Schiedsrichter: Em. Aghakishi, Er. Aghakishi |

| 1. Februar 2020 17:00 Uhr | GK Lada Toljatti                | 30:25   | SG BBM Bietigheim                    | USK Olimp, Toljatti Zuschauer: 2.500 Schiedsrichter: Jaškins, Žabko |
| 1. Februar 2020 17:00 Uhr | meiste Tore: Michailitschenko 8 | (12:14) | meiste Tore: Laura van der Heijden 6 | USK Olimp, Toljatti Zuschauer: 2.500 Schiedsrichter: Jaškins, Žabko |
| 1. Februar 2020 17:00 Uhr | Spielbericht                    |         |                                      | USK Olimp, Toljatti Zuschauer: 2.500 Schiedsrichter: Jaškins, Žabko |

| 2. Februar 2020 17:00 Uhr | Storhamar Håndball                      | 26:24   | Herning-Ikast Håndbold           | Boligpartner Arena, Hamar Zuschauer: 1.474 Schiedsrichter: Pétursson, Þrastarson |
| 2. Februar 2020 17:00 Uhr | meiste Tore: Enkerud, Skinnehaugen je 6 | (14:14) | meiste Tore: Fauske, Møller je 7 | Boligpartner Arena, Hamar Zuschauer: 1.474 Schiedsrichter: Pétursson, Þrastarson |
| 2. Februar 2020 17:00 Uhr | Spielbericht                            |         |                                  | Boligpartner Arena, Hamar Zuschauer: 1.474 Schiedsrichter: Pétursson, Þrastarson |

| 9. Februar 2020 15:00 Uhr | Herning-Ikast Håndbold | 28:38   | GK Lada Toljatti            | IBF Arena, Ikast Zuschauer: 756 Schiedsrichter: Sekulić, Jovandić |
| 9. Februar 2020 15:00 Uhr | meiste Tore: Fauske 8  | (12:18) | meiste Tore: Kirdjaschewa 9 | IBF Arena, Ikast Zuschauer: 756 Schiedsrichter: Sekulić, Jovandić |
| 9. Februar 2020 15:00 Uhr | Spielbericht           |         |                             | IBF Arena, Ikast Zuschauer: 756 Schiedsrichter: Sekulić, Jovandić |

| 9. Februar 2020 17:00 Uhr | SG BBM Bietigheim      | 28:27   | Storhamar Håndball                 | MHPArena, Ludwigsburg Zuschauer: 1.022 Schiedsrichter: Metalari, Nikolovski |
| 9. Februar 2020 17:00 Uhr | meiste Tore: Aardahl 5 | (16:11) | meiste Tore: Jakobsen, Hovden je 7 | MHPArena, Ludwigsburg Zuschauer: 1.022 Schiedsrichter: Metalari, Nikolovski |
| 9. Februar 2020 17:00 Uhr | Spielbericht           |         |                                    | MHPArena, Ludwigsburg Zuschauer: 1.022 Schiedsrichter: Metalari, Nikolovski |

## Viertelfinale
Für die Viertelfinalspiele bekamen die jeweils Gruppenersten einen Gruppenzweiten zugelost. Die Gruppenersten haben im Rückspiel das Heimrecht. Es gab bei der Auslosung keine Einschränkungen mehr, das heißt, auch Mannschaften aus dem gleichen Land konnten einander zugelost werden. Die Auslosung fand am 11. Februar 2020 statt.

### Qualifizierte Teams
| - Thüringer HC - Herning-Ikast Håndbold - Odense Håndbold - Siófok KC | - ŽRK Podravka Koprivnica - GK Lada Toljatti - CS Gloria 2018 Bistrița-Năsăud - Kastamonu Belediyesi GSK |

| Mannschaft 1                                    | Mannschaft 2                          | Hinspiel             | Rückspiel            | Gesamt  |
| ----------------------------------------------- | ------------------------------------- | -------------------- | -------------------- | ------- |
| Kastamonu Belediyesi GSK İskit 13               | Siófok KC Aoustin 11                  | 01.03.2020 16:00 Uhr | 07.03.2020 18:00 Uhr | 49 : 78 |
| Kastamonu Belediyesi GSK İskit 13               | Siófok KC Aoustin 11                  | 29 : 38 (12 : 24)    | 20 : 40 (10 : 19)    | 49 : 78 |
| Kastamonu Belediyesi GSK İskit 13               | Siófok KC Aoustin 11                  | 1.750 Zuschauer      | 1.185 Zuschauer      | 49 : 78 |
| CS Gloria 2018 Bistrița-Năsăud Ardean-Elisei 11 | Herning-Ikast Håndbold Kristiansen 11 | 01.03.2020 18:00 Uhr | 08.03.2020 15:30 Uhr | 52 : 57 |
| CS Gloria 2018 Bistrița-Năsăud Ardean-Elisei 11 | Herning-Ikast Håndbold Kristiansen 11 | 26 : 29 (13 : 10)    | 26 : 28 (15 : 12)    | 52 : 57 |
| CS Gloria 2018 Bistrița-Năsăud Ardean-Elisei 11 | Herning-Ikast Håndbold Kristiansen 11 | 950 Zuschauer        | ? Zuschauer          | 52 : 57 |
| GK Lada Toljatti Schamanowskaja 14              | Odense Håndbold Bakkerud 14           | 29.02.2020 17:00 Uhr | 08.03.2020 15:00 Uhr | 61 : 62 |
| GK Lada Toljatti Schamanowskaja 14              | Odense Håndbold Bakkerud 14           | 31 : 28 (15 : 14)    | 30 : 34 (16 : 20)    | 61 : 62 |
| GK Lada Toljatti Schamanowskaja 14              | Odense Håndbold Bakkerud 14           | 2.350 Zuschauer      | 0 Zuschauer          | 61 : 62 |
| ŽRK Podravka Koprivnica Tsakalou 15             | Thüringer HC Scheffknecht 12          | 01.03.2020 15:00 Uhr | 08.03.2020 14:00 Uhr | 61 : 51 |
| ŽRK Podravka Koprivnica Tsakalou 15             | Thüringer HC Scheffknecht 12          | 27 : 23 (15 : 12)    | 34 : 28 (17 : 15)    | 61 : 51 |
| ŽRK Podravka Koprivnica Tsakalou 15             | Thüringer HC Scheffknecht 12          | 2.080 Zuschauer      | 1.300 Zuschauer      | 61 : 51 |

## Halbfinale
Die Halbfinalspiele wurden ebenfalls am 11. Februar 2020 ausgelost. Die Spiele sollten an den Wochenenden 4./5. April und 11./12. April 2020 ausgetragen werden.
| Mannschaft 1           | Mannschaft 2            | Hinspiel             | Rückspiel            | Gesamt |
| ---------------------- | ----------------------- | -------------------- | -------------------- | ------ |
| Odense Håndbold        | Siófok KC               | --.--.---- --:-- Uhr | --.--.---- --:-- Uhr | - : -  |
| Odense Håndbold        | Siófok KC               | - : - (- : -)        | - : - (- : -)        | - : -  |
| Odense Håndbold        | Siófok KC               | - Zuschauer          | - Zuschauer          | - : -  |
| Herning-Ikast Håndbold | ŽRK Podravka Koprivnica | --.--.---- --:-- Uhr | --.--.---- --:-- Uhr | - : -  |
| Herning-Ikast Håndbold | ŽRK Podravka Koprivnica | - : - (- : -)        | - : - (- : -)        | - : -  |
| Herning-Ikast Håndbold | ŽRK Podravka Koprivnica | - Zuschauer          | - Zuschauer          | - : -  |

## Statistiken

### Torschützenliste
Die Torschützenliste zeigt die drei besten Torschützinnen des EHF-Pokals der Frauen 2019/20.
Zu sehen sind die Nation der Spielerin, der Name, die Position, der Verein, die gespielten Spiele, die Tore und die Ø-Tore.
| Pl. | Nation   | Spieler                 | Pos. | Verein                   | Sp. | Tore | Ø    |
| --- | -------- | ----------------------- | ---- | ------------------------ | --- | ---- | ---- |
| 1.  | Russland | Jelena Michailitschenko | (RL) | GK Lada Toljatti         | 10  | 75   | 7,50 |
| 2.  | Norwegen | Helene Fauske           | (RM) | Herning-Ikast Håndbold   | 10  | 71   | 7,10 |
| 3.  | Turkei   | Aslı İskit              | (RL) | Kastamonu Belediyesi GSK | 10  | 68   | 6,80 |